# Carlos Nieto
Pour les articles homonymes, voir Nieto.
Pas d'image ? Cliquez ici

a Compétitions nationales et continentales officielles uniquement.

b Matchs officiels uniquement.
Carlos Nieto, né le 25 juin 1976 à La Plata (Argentine), est un joueur de rugby à XV italien d'origine argentine. Il joue en équipe d'Italie et évolue au poste de pilier.

## Biographie
Il a honoré sa première cape internationale en équipe d'Italie le 7 avril 2002 par une défaite 45-9 contre l'équipe d'Angleterre. En 2007, une blessure l'a empêché de participer à la Coupe du monde. Sa dernière sélection a été obtenue lors de la tournée d'été 2009. Il est écarté de la sélection tout comme Andrea Lo Cicero la faute a une trop forte concurrence au poste de pilier (Salvatore Perugini, Martin Castrogiovanni, Matias Aguero...).

## Palmarès

### En club
- Finaliste du Championnat d'Angleterre en 2007 avec Gloucester

### Avec l'équipe d'Italie
- 34 sélections[1]
- Sélections par année : 1 en 2002, 6 en 2005, 9 en 2006, 5 en 2007, 8 en 2008, 5 en 2009[1]
- Tournois des Six Nations disputés : 2002, 2006, 2007, 2008, 2009